# Kollegiatstift Seekirchen

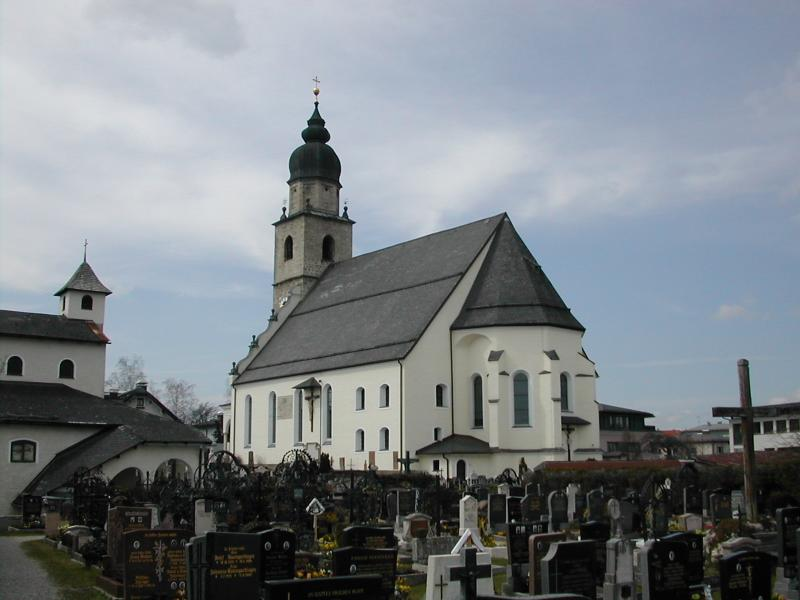
Kollegiatstiftskirche Seekirchen

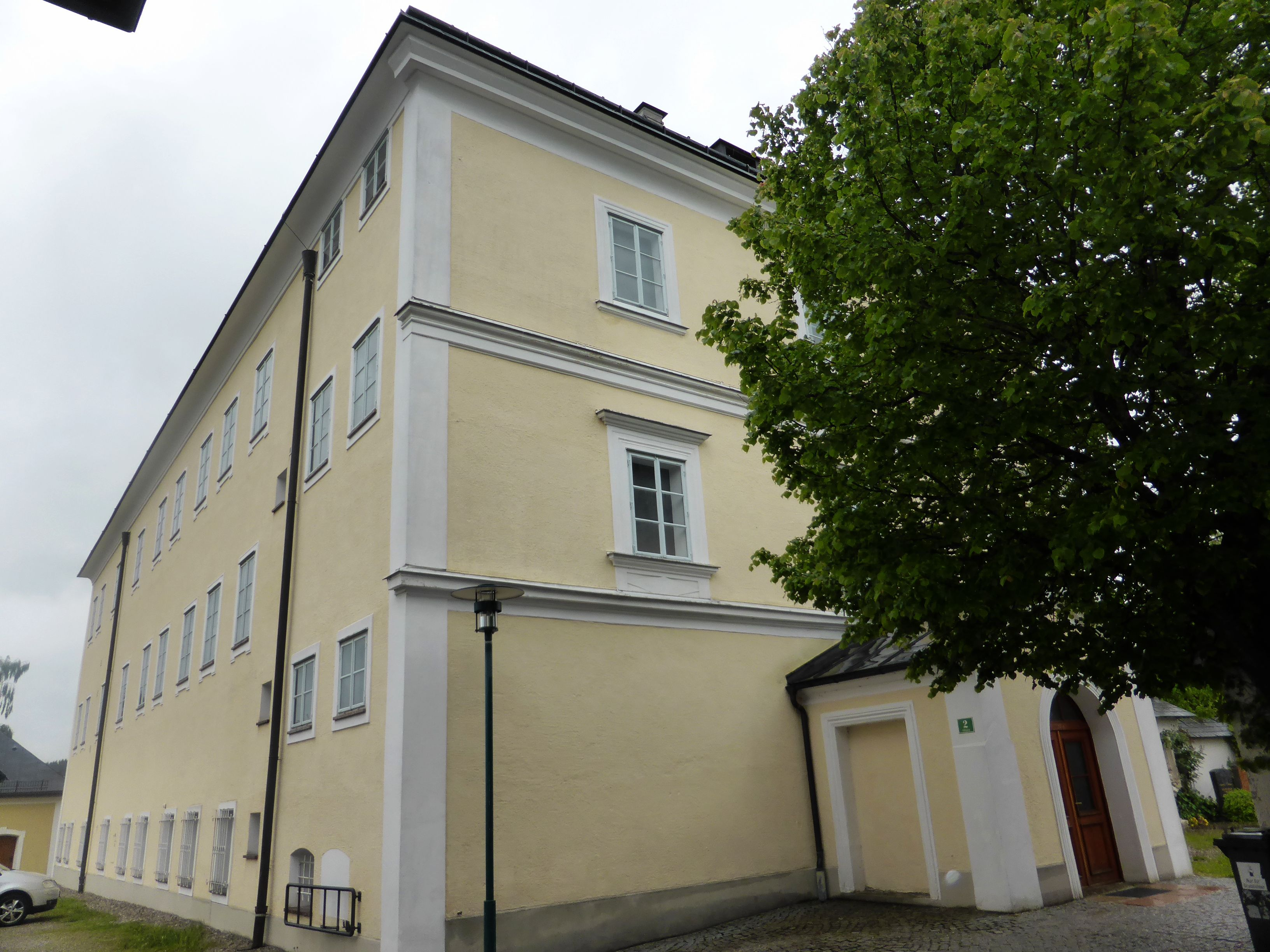
Gebäude des Kollegiatstifts Seekirchen

Das Kollegiatstift Seekirchen befindet sich in Seekirchen am Wallersee im Bundesland Salzburg (Stiftsgasse 4). Die Stiftskirche ist dem heiligen Petrus geweiht.

## Geschichte
Seekirchen (damals Walardorf genannt) war der Ort, an dem der spätere Landespatron Rupert erstmals das Salzburger Land betrat und am Ausfluss der Fischach aus dem Wallersee eine Kirche zu Ehren des hl. Petrus gründete, bevor er sich nach Juvavum begab. (Die Reste dieser Kirche wurden 1977 unter der heutigen Stiftskirche entdeckt.) Wegen Überschwemmungen und Bränden wurde 1360 der Kirchensitz aber nach Mühlberg verlegt.

### Kollegiatstift 1679–1806
Das Kollegiatstift wurde am 28. März 1679 von Erzbischof Max Gandolf gegründet. Dazu wurde in Seekirchen ein dreigeschoßiger Bau als gemeinsames Wohngebäude neben der Stiftskirche errichtet. Der bisherige priesterliche Wohnsitz in Mühlberg wurde dabei aufgegeben und das Gut Mühlberg in der Folge an Adelige verkauft. Damals waren sieben Priester (ein Dechant und sechs Weltpriester) in dem Stift; hinzu kamen ein Stiftsökonom, ein Schulmeister, ein Kantor, ein Organist und vier Choralisten. Erster Dechant war Sigmund Abel (1679–1696), der am 18. Februar 1680 das erste Chorgebet abhielt. Der Beginn des Kollegiatstiftes war unter ihm gekennzeichnet von Kompetenzstreitigkeiten unter den Kanonikern.
Im letzten Jahrzehnt seines Bestehens machte das 1679 gegründete Stift eine ähnliche Geschichte durch wie das ganze Land Salzburg, d. h. nach dem Überfall napoleonischer Truppen auf Salzburg (1800) und dem Reichsdeputationshauptschluss fiel das Kloster 1803 an Ferdinand III. von Österreich-Toskana, 1805 musste das Kirchensilber an Ferdinand III. von Österreich-Toskana übergeben werden und 1806 wurde das Stift aufgehoben.

### Geschichte 1806–1832
Zwischen 1812 und 1816 kam es in Besitz der nächsten Besetzer des Landes, nämlich der Bayern. Am 24. Mai 1812 zogen die Bayern das Stift ein und raubten die Stiftsarchivalien, die dann nach München überstellt wurden. Der letzte Dechant Johann Georg Winklhofer resignierte am 10. Juni 1812 und übersiedelte als Vikar nach Maria Alm.

### Kollegiatstift 1832–heute
1832 wurde das Kollegiatstift Seekirchen auf Anordnung Kaiser Franz I. abermals errichtet. Nach vielen Jahren der Auseinandersetzung mit Erzbischof Maximilian Josef von Tarnóczy wurden neue Statuten ausgearbeitet, die der Fürsterzbischof am 27. März 1871 unterschrieb. 
Anlässlich der 200-Jahr-Feier wurde das Kollegiatstift Seekirchen am 6. Mai 1879 durch päpstliches Privileg von Papst Leo XIII. 1879 von einer Dechantei zu einer Propstei mit dem Titel „Collegiata insignis“ erhoben. Erster Propst wurde am 6. März 1888 der Stiftsdechant Georg Hasenauer.
Am 29. Juni 1996 wurde das seit ca. 1980 nicht mehr besetzte und seitdem nur mehr kirchenrechtlich bestehende Kollegium unter Erzbischof Georg Eder durch die Ernennung neuer Mitglieder wieder vervollständigt und der seit 1989 als Pfarrer von Seekirchen tätige Franz Graber als 22. Propst von Seekirchen eingesetzt. Das Stift verfügt heute über kein eigenes Vermögen mehr.
Im Jahre 2019 erhielt das Kollegiatstift Seekirchen neue Statuten. Es besteht heute aus dem Stiftspropst Detlef Lenz (Kapitularkanoniker seit 1996, Stiftspropst seit 2015), sechs Kapitular- und drei Ehrenkanonikern. Voraussetzung für die Mitgliedschaft ist ein langjähriges, verdienstvolles Wirken in der Seelsorge. Das Kollegium tritt zweimal jährlich (29. Juni und 24. September) offiziell zusammen und während des Jahres in unregelmäßigen Abständen, um die mitbrüderliche Gemeinschaft zu fördern.

## Angehörige des Stifts
Das Kapitel besteht heute aus dem Propst, sechs Kapitular- und drei Ehrenkanonikern. Es tritt mindestens zweimal jährlich zusammen und widmet sich neben der Seelsorge der Förderung geistlicher und kirchlicher Berufe sowie der Verehrung des hl. Rupert. 